# Мегер, Павел Власович

«Седовцы» слева направо: помощник капитана В. Х. Буйницкий, врач А. П. Соболевский, кок П. В. Мегер, радист Н. М. Бекасов, механик С. Д. Токарев. 1 сентября 1938 − 12 января 1940 гг.

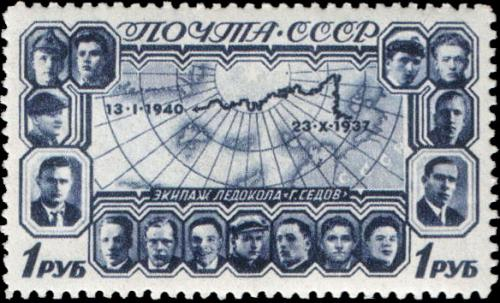
Экипаж ледокола «Георгий Седов».

Па́вел Вла́сович Ме́гер (1912 год, Одесса, Херсонская губерния — 1942 год) — судовой кок парохода ледокольного типа «Георгий Седов» Главного управления Северного морского пути. Участник Великой Отечественной войны. Герой Советского Союза.

## Биография
Павел Мегер родился в рабочей семье в 1912 году в городе Одессе Херсонской губернии Российской империи.
По окончании семи классов школы поступил в Одесскую школу юнг, затем устроился матросом на судах Черноморского морского пароходства. Срочную службу проходил на Северном флоте с 1932 по 1936 годы. С 1936 года принимал участие в походах ледокола «Ермак».
С августа 1937 по январь 1940 года, являясь коком на пароходе ледокольного типа «Георгий Седов», стал невольным участником легендарного дрейфа по Северному Ледовитому океану, в ходе которого проявил себя мужественно и стойко.
3 февраля 1940 года Президиумом Верховного Совета СССР был выпущен указ о присвоении повару парохода ледокольного типа «Георгий Седов» Мегеру Павлу Власовичу звания Героя Советского Союза с вручением ордена Ленина и медали «Золотая Звезда» (№ 240) за «… проведение героического дрейфа, выполнение обширной программы исследований в трудных условиях Арктики и проявленное при этом мужество и настойчивость» и выдаче денежной премии в размере 25000 рублей. Ныне грамота героя-полярника хранится в Музее Краснознамённого Северного флота.
Вернувшись на материк, Павел Власович поступил в Московский мореходный техникум, однако, закончить его не смог из-за начала Великой Отечественной войны, в ходе которой Павел Мегер воевал разведчиком в составе 420-го стрелкового полка 122-й стрелковой дивизии Карельского фронта.
21 января 1942 года Павел Власович Мегер погиб в бою.
Могила героя находится в Мурманске на воинском кладбище (фото).

## Награды
- Золотая Звезда Героя Советского Союза,
- орден Ленина,
- орден Красного Знамени.